# Filialkirche Ratzersdorf

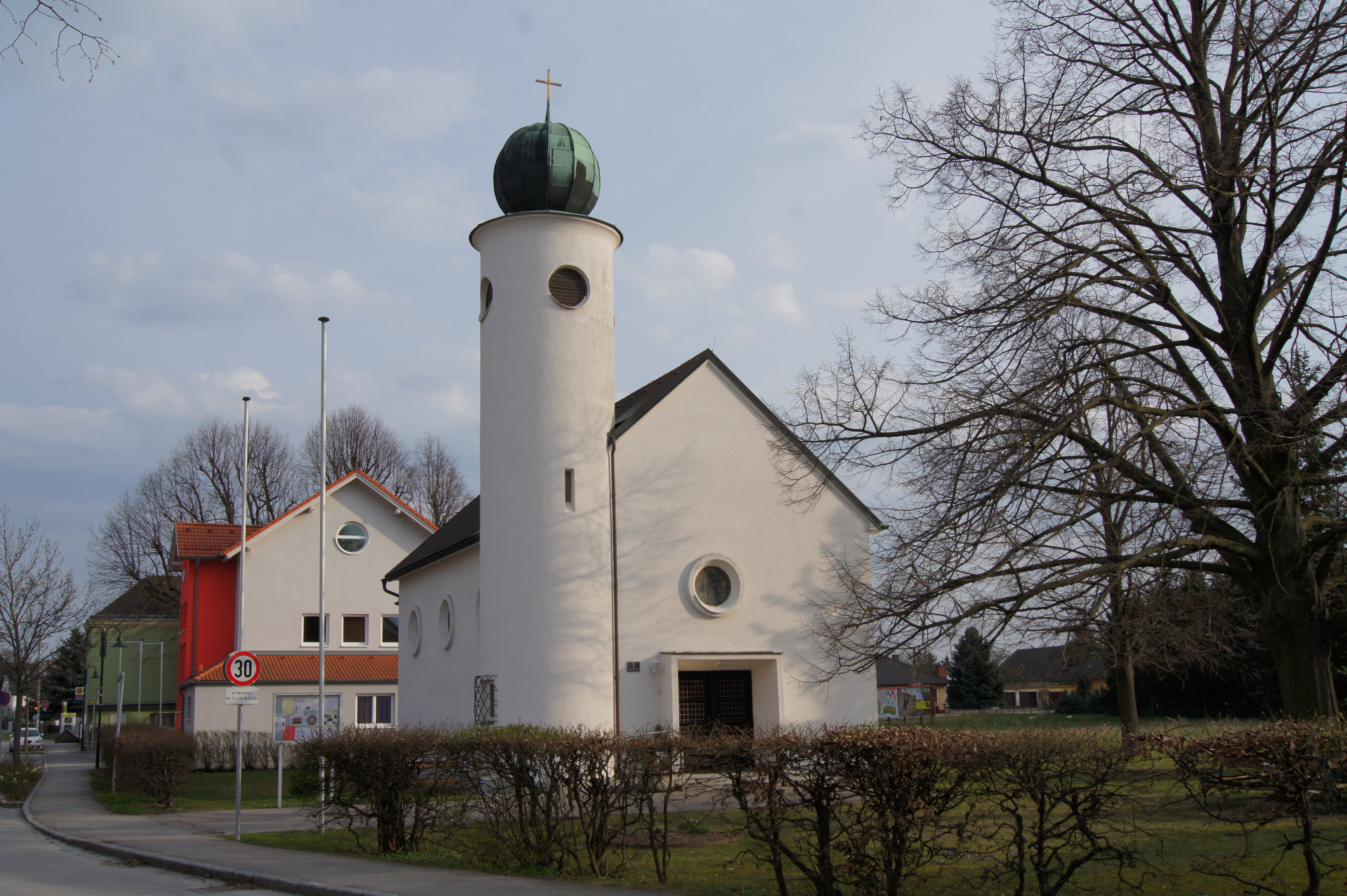
Filialkirche Zum Guten Hirten in Ratzersdorf an der Traisen

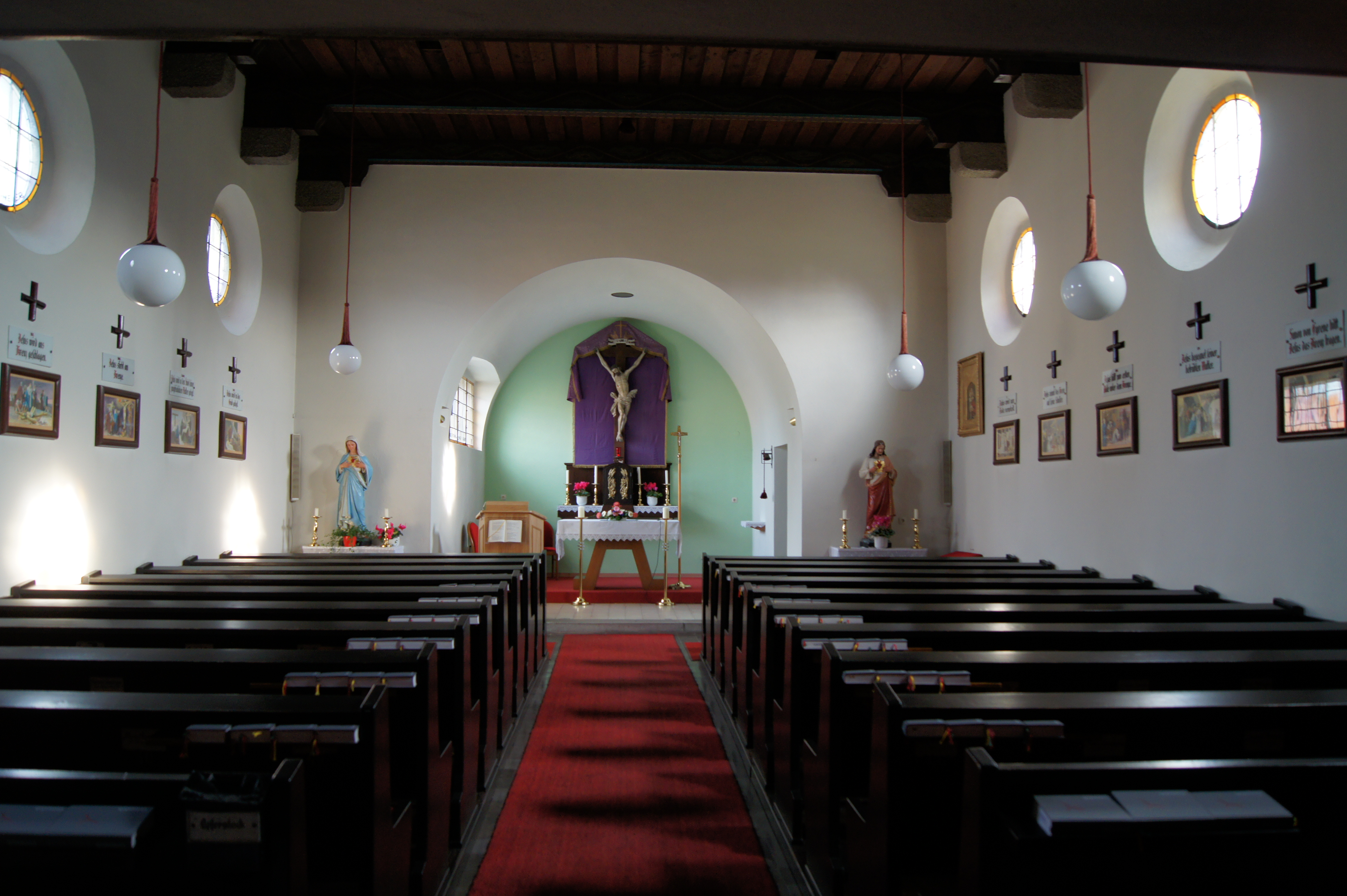
Innenansicht

Die Filialkirche Ratzersdorf steht am Hauptplatz im Stadtteil Ratzersdorf an der Traisen der Stadtgemeinde St. Pölten in Niederösterreich. Die auf das Patrozinium Guter Hirte geweihte römisch-katholische Filialkirche der Pfarrkirche Pottenbrunn gehört zum Dekanat St. Pölten in der Diözese St. Pölten. Die Kirche steht unter Denkmalschutz (Listeneintrag).

## Geschichte
Auf Betreiben eines Kirchenbauvereines wurde 1937 nach den Plänen des Architekten Leopold Arthold die Kirche errichtet und durch Bischof Michael Memelauer geweiht. Die ehemals bestehende Ortskapelle wurde daraufhin geschleift und nur deren Glocke übernommen, diese musste jedoch 1942 für Kriegszwecke abgeliefert werden.

## Architektur
Die Kirche stellt einen schlichten, für die Zwischenkriegszeit typischen, kleinen Dorfkirchenbau dar, der stilistisch zur Moderne unter Verwendung von Elementen des Heimatschutzstil einzuordnen ist.
Die dreiachsige geostete Langhaus zeigt Rundfenster in Schräglaibung, herausragend ist der runde Kirchturm mit Zwiebelhelm an der Nordwestecke. Das rechteckige Langhaus hat innen eine Balkendecke und eine Westempore mit einer Holzbrüstung und einer Brüstungsorgel. Der eingezogene Chor hat ein Tonnengewölbe, im Süden ist die Sakristei angebaut. Ein Westfenster zeigt die figurale Glasmalerei hl. Josef mit Jesuskind (1937).

## Ausstattung
Das Altarbild Guter Hirte malte Wilhelm August Rieder (1847).
Die Orgel baute die Oberösterreichische Orgelbauanstalt (1962). Die Glocken wurden 1946 und 1955 gegossen.